# Santuario della Beata Vergine della Fontana
Il santuario della Beata Vergine della Fontana è un luogo di culto cattolico, si trova ad Romano di Lombardia, ed è sussidiaria della parrocchiale di Santa Maria Assunta e San Giacomo. La chiesa assume questo nome essendo edificata in prossimità di quello che era un antico laghetto d'origine sorgiva che forniva l'acqua a una fontana poi prosciugata.

## Storia
(Damiano Muoni antico stato di Romano di Lombardia-1871)

L'edificio di culto fu iniziato per volontà del curato Romano Giovanni Moroni con la posa della prima pietra il 22 marzo 1606 conseguente al fatto testimoniato del 1604. L'immagine posta sulla casa del fattore Giulio Acerbis divenne luogo di devozione e di raccolta di questue.
(Damiano Muoni)
Il nome del santuario nasce dalla fontana che è indicata nei documenti. La costruzione fu pagata grazie alle elemosine raccolte dai tre questuanti deputati al controllo, mentre la vicinia offri il 25 dicembre del medesimo anno il taglio dei boschi per il legname necessario alla costruzione del tetto. La chiesa fu ultimata entro il 1607, con la celebrazione della prima messa il 28 agosto 1607 con la benedizione l'8 settembre.
Il lascito testamentario dell'Acerbis, proprietario del terreno, obbligava alla celebrazione di una messa quotidianamente, ma le proprietà furono divise tra le famiglie Cotta nel 1632 e di Suardino Suardo dal 1635. Le messe a suffragio dell'anima dell'Acerbis furono celebrate fino al 1683.  Questo portò a una diatriba tra le due famiglie e la comunità di Romano che chiedeva il rispetto del legato testamentario. La famiglia Cotta con atto pubblico del 2 maggio 1711 si assunse il compito di proseguire nella celebrazioni liturgiche. Nei primi anni del XVIII secolo furono eseguiti i lavori di intonacatura sia esterna che interna.
Con il rifacimento della viabilità locale, la strada che passava sotto il portichetto fu rimossa e si decise quindi l'ammodernamento dell'ambulacro e furono diversi i progetti presentati. Tra questi quello di Antonio Piccinelli fu recuperato e modificato dall'ingegnere Carlo Manara e realizzato a partire dai primi anni del Novecento.
Il XX secolo ha portato molte modifiche all'esterno della chiesa, il ruscello d'acqua sorgiva è stato coperto nel 1964 ad opera dell'amministrazione comunale, così come le statue rappresentanti i dodici grotteschi personaggi detti  i dudes de le mura, poste sul muro ai lati del ruscelli sono state rimosse.
Nella seconda metà del Novecento l'edificio è stato oggetto di lavori di manutenzione e mantenimento con nuovi impianti e con la collocazione dell'altare della comunità adempiendo alle indicazioni del concilio Vaticano II.

## Descrizione

### Esterno
L'edificio di culto è posizionato sull'incrocio di due strade urbane, anticamente posizione isolata poi conglobata nelle costruzioni edificate dopo il secondo conflitto mondiale. La facciata è rivolta a est ed è anticipata dall'ampio pronao in pietra sagomata coronata dal timpano triangolare, che ospita sulla sommità la statua dell'Immacolata con due angeli ai lati.
Il portale è in pietra di Zandobbio, conduce a all'atrio delimitato dalla cancellata proveniente dalla cappella del Corpus Domini della chiesa di Santa Maria Assunta che conserva il dipinto Ultima cena del Moroni, che è un braccio della croce greca dell'aula. L'esterno presenta l'alto tiburio a pianta ottagonale, con facciate in muratura che alternano aperture ovali e altre cieche. La parte presenta decorazioni con coppie di lesene complete di capitelli in laterizio a vista che reggono il cornicione sempre in laterizio. Anticamente i locali che ospitano l'altare maggiore vi era la casa del romito.

### Interno
L'interno si presenta con pianta a croce greca, con l'ingresso e le tre cappelle poste sulle braccia. La parte centrale è a pianta ottagonale.
La cappella dell'altare maggiore, posta nel braccio a ovest, conserva l'antico affresco, ritenuto miracoloso e divenuto devozionale, come pala d'altare, opera di ignoto, raffigurante la Madonna col Divino Infante e sant'Antonio abate. Il dipinto è risalente al XV secolo. Si tramanda per tradizione che il Salmeggia restaurò nel 1605 parte del dipinto lasciando intatto il volto della Vergine e del Bambino per rispetto e venerazione. L'altare è in marmo costruito nel 1791 e realizzato a Bergamo da Michele Ferrata. Gli stucchi e i decori sono stati realizzati nel 1706 da GiovannI Maia Pedrotti che realizzò anche tutti gli stucchi dell'aula. L'ancona che conserva il dipinto fu dorata da Luigi Brunetti nel 1777 che restaurò anche il dipinto dell'altare laterale di Giuseppe Prina.
La cappella ospita il dipinto di Enea Salmeggia raffigurante la scena famigliare della Nascita di Maria, nella parte superiore, sopra l'affresco. La parte superiore prosegue con il dipinto su tela sagomata: Incontro di Simone al tempio, opera di ignoto. la zona presbiteriale ospita due dipinti a olio su tela di Giuseppe Prina raffiguranti: Fuga in Egitto, e Adorazione dei Magi.
Le altre due cappelle sono intitolate a san Carlo Borromeo quella a sud, e ai santi Bartolomeo e Apollonia quella a nord. Queste conservano molte tele, opera di autori ignoti.